# Chromecast
Chromecast — линейка цифровых медиаплееров (сетевой медиаплеер) компании Google, устройств, предназначенных для воспроизведения потокового видео или аудиоконтента с помощью Wi-Fi из Интернета либо из локальной сети. Chromecast выпускалась до 2024 года, пока не был заменён Google TV Streamer.
Первые три поколения устройств имели специализированную операционную систему на базе Chrome OS, в четвёртом поколении устройства стали базироваться на Android TV с интерфейсом Google TV.
- Первое поколение устройства было представлено 24 июля 2013 года в США по цене $35 (отзеркаливание изображения с телефона на телевизор, подобно миракаст).
- Второе поколение Chromecast и модель только для аудио под названием «Chromecast Аудио» были выпущены в сентябре 2015 года. Модель под названием «Chromecast Ультра», которая поддерживает разрешение 4К и HDR, была выпущена в ноябре 2016 года.
- Третье поколение Chromecast (полноценный медиаплеер) было выпущено в октябре 2018 года.
- Четвёртое поколение Chromecast под названием «Chromecast с Google TV» была выпущена в сентябре 2020 года и является первой в линейке продуктов с интерактивным интерфейсом и пультом дистанционного управления. В 2022 году была выпущена удешевлённая модель с упрощёнными характеристиками и без поддержки 4K разрешения.

В августе 2024 года на замену Chromecast пришёл более усовершенствованный Google TV Streamer, а Google продолжила лишь распродавать остатки ранее произведённых Chromecast. Тем не менее, компания заявила, что устройства Chromecast продолжат получать необходимые обновления.

## Технические характеристики
Chromecast первого поколения построен на чипе Marvell 88DE3005 (Armada 1500-mini), с реализацией аппаратного декодирования форматов сжатия видео VP8 и H.264. Беспроводная связь реализована на чипе AzureWave NH-387 Wi-Fi, имеющее поддержку стандартов Wi-Fi 802.11 b/g/n (частота 2,4 ГГц). Устройство имеет 512 МБ оперативной памяти Micron DDR3L и 2 ГБ флэш-памяти. Длина устройства — 72 мм. Первые версии Chromecast работали на облечённой Chrome OS, с автоматической загрузкой системы. Для gfy передачи медиа-контента Chromecast использует протокол DIAL, разработанный совместными усилиями компаний Netflix и YouTube. 
В последующих версиях Chromecast улучались технические характеристики устройства.
С 2020 года был «Chromecast с Google TV».

## Возможности
Chromecast подключается к HDMI-порту телевизора, питание подается путём подключения через порт micro-USB к внешнему адаптеру питания либо к USB-порту телевизора. Устройство подключается к домашней сети пользователя и Интернет через Wi-Fi. Для использования устройства пользователю нужно выбрать контент из веб-браузера Google Chrome на персональном компьютере или в поддерживаемом приложении на мобильном устройстве. Медиа-контент воспроизводится в потоковом режиме через Chromecast таким образом, что позволяет использовать мобильное устройство для других задач, например для ответа на входящие звонки.
Поддерживается работа через приложения для Android и iOS, а также веб-приложения, установленные в браузере Google Chrome для Windows, OS X и Chrome OS. Качество изображения зависит от вычислительной мощности компьютера. Контент, который использует плагины Silverlight и QuickTime, полностью не поддерживается.
Google выпустила средства разработки программного обеспечения «Google Cast SDK», позволяющие разработчикам сделать свои приложения совместимыми с Chromecast.

## Отзывы
Рецензент Нилай Патель с The Verge поставил Chromecast оценку 8,5 баллов из 10 возможных, написав:

Импульсом к покупке Chromecast является возможность просто и дешево увидеть окно браузера, или весь рабочий стол на экране телевизора… Кажется, что Chromecast может на самом деле выполнить все, он имеет большой потенциал, но Google все еще предстоит проделать много работы.

Порталы TechCrunch, Gizmodo и The New York Times также дали положительные оценки устройству.

## Google TV streamer
6 августа 2024 года Google объявила, что прекращает производство линейки продуктов Chromecast и будет продавать устройства до тех пор, пока не исчерпает имеющиеся запасы. Компания заявила, что продолжит предоставлять обновления программного обеспечения и безопасности для оставшихся устройств. В тот же день компания анонсировала Google TV Streamer в качестве преемника устройства потоковой медиаплеер. В отличие от Chromecast, который обычно подвешивался на своём же HDMI проводе на задней части телевизора, Google TV Streamer предназначен для размещения на плоскости и перед телевизором. Google TV Streamer также отличается техническими улучшениями, включая 32 ГБ памяти, 4 ГБ памяти, на 22 % более быстрый процессор и порт Ethernet. Главное отличие Google TV Streamer от Chromecast это наличие возможностей умного дома, через поддержку универсального стандарта Matter и реализацию протокола Thread. Таким образом Google TV Streamer в сети умного дома является центральным контроллером (хабом), связывающий различные IoT устройства в единую локальную сеть.
Помимо улучшенных технических характеристик, новый девайс получил обновлённую версию Google TV (интерфейс Android TV), в которую был добавлена возможность управления функциями умного дома прямо с телевизора через панель Google Home (камеры, термостаты, освещение и другое). Позже обновлённая версия Google TV стала доступная для всех устройств использующих этот интерфейс, включая такие как Chromecast c Google TV. Таким образом, различные устройства использующие обновлённую Google TV в плане пользовательского интерфейса стали идентичными с Google TV Streamer, последняя стала отличаться разве что более улучшенными техническими характеристиками и встроенным контроллером (хабом) умного дома.
В отличие от начальной цены Chromecast, Google TV Streamer имеет более высокую начальную цену в 99 долларов США.